# Szalay Pál (plébános)
Szalay Pál (Kecöl (Sopron megye), 1840. augusztus 3. – Dad, 1895. február 22.) katolikus esperes-plébános.

## Élete
1863-ban pappá szenteltetett. Plébános volt Dadon (Komárom vármegye).
Nemzetgazdasági, politikai, nemzetiségi cikkeket írt az Idők Tanúja, Pesti Hírnök, Oesterr. Volksfreund, Magyar Politika, Magyar Korona, Magyar Állam, Religio, Tájékozó, Magyar Sion című hírlapokba és folyóiratokba; egyházi beszédei a Jó Pásztorban és a Borromaeusban jelentek meg.

## Munkái
- A mit nem kell halasztani Bpest, 1874. (Nemzetgazdászati és társadalmi kérdések).
- Gyakorlati Ethnologia. Tata, 1887. (Ism. Kath. Szemle 1888., Religio 1889. I. 50. 51. sz.).
- Védbeszéd egy elkeresztelési perben...
- Oláhjaink és azoknak sorsukkal való kibékítése. Bpest,... (Különny. a M. Államból).

## Álnevei és jegyei
Rusticus, Rusztikusz, Ein Ungar, ifj. Sz. P., Sz. P. 